# Sakai Takashi

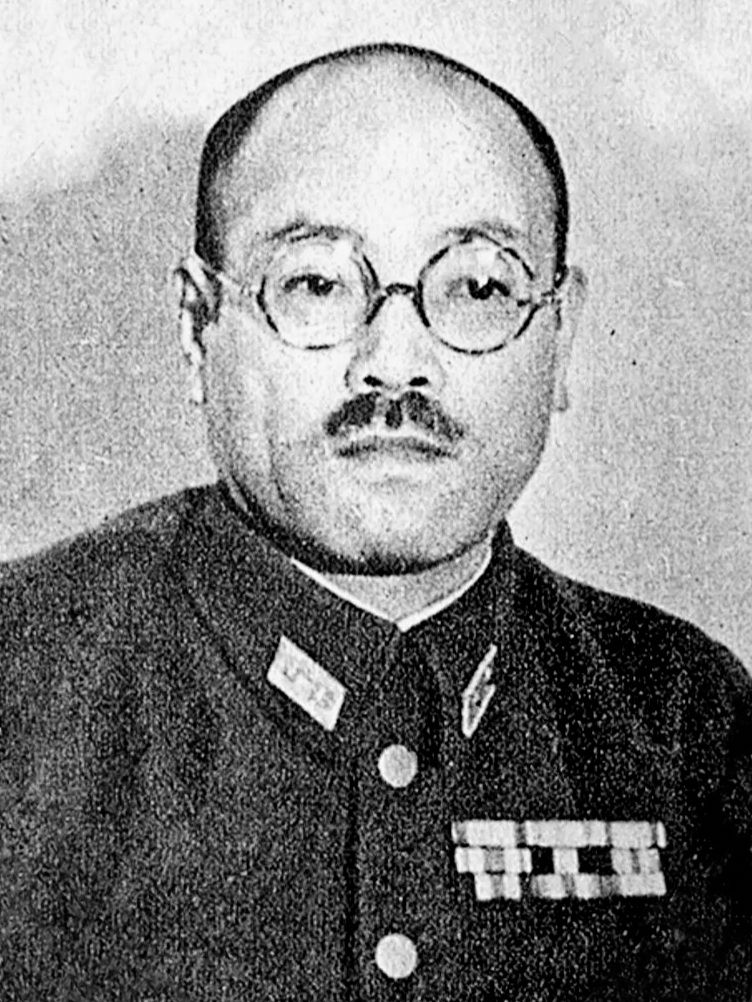
Sakai Takashi

Sakai Takashi (jap. 酒井 隆; * 18. Oktober 1887 in Hara, Kamo-gun (heute Higashihiroshima), Präfektur Hiroshima; † 30. September 1946 in Nanjing) war ein japanischer Generalleutnant im Kaiserlich Japanischen Heer während des Zweiten Weltkrieges. Er leitete die Eroberung Hongkongs 1941.

## Biografie
Sakai besuchte militärische Schulen in Kōbe und Ōsaka und machte 1908 seinen Abschluss im 20. Jahrgang der Heeresoffizierschule, woraufhin er zum 28. Infanterieregiment abkommandiert wurde. Er absolvierte den 28. Jahrgang der Heereshochschule. 1924 wurde er zum Major und 1928 zum Oberstleutnant befördert.

### Laufbahn in China
Während des Jinan-Zwischenfalls 1928 war Sakai in Jinan, Provinz Shandong, China stationiert und wird von einigen chinesischen Historikern für die Ermordung der Kuomintang-Abgesandten während der Verhandlungen am 4. Mai 1928 verantwortlich gemacht. Von 1929 bis 1932 wurde er in die Garnison in Tianjin versetzt.
1932 wurde Sakai zum Oberst befördert und bis 1934 der fünften Sektion des Militärnachrichtendiensts des zweiten Büros des Heeresgeneralstabs zugewiesen.
Als Stabschef der Garnisonsarmee China von 1934 bis 1935 instrumentierte Sakai eine Serie von bewaffneten Konflikten, was in einem Waffenstillstandsabkommen mit der chinesischen Regierung resultierte, in dem Japan im Wesentlichen die Kontrolle über die Hebei-Provinz erhielt. 1936 wurde er Kommandeur des 23. Infanterieregiments.
1937 wurde Sakai zum Generalmajor befördert und zum Kommandeur der 28. Infanteriebrigade ernannt. 1939 wurde er Generalleutnant; bis 1940 war er Mitglied des Mengjiang-Gremiums der Asienentwicklungsgruppe im Koordinationsbüro. Außerdem wurde er zu dieser Zeit der Garnisonsarmee Mongolei zugewiesen.
1940 zurückgerufen nach Japan, wurde Sakai unmittelbar zum Kommandanten der Kaiserlichen Garde ernannt.

### Zweiter Weltkrieg
Im Zweiten Weltkrieg war Sakai Kommandant der 23. Armee, die im November 1941 in Guangdong stationiert war. Er erhielt den Befehl, mit der 38. Division, die zur Südarmee gehörte, Hongkong zu erobern. Ihm wurde für diesen Auftrag ein zehntägiges Zeitlimit gesetzt. Am 8. Dezember 1941, wenige Stunden nach dem Angriff auf Pearl Harbor fielen japanische Truppen unter dem Kommando Sakais in Hongkong ein. Allerdings lief die folgende Schlacht um Hongkong weder so schnell noch so reibungslos ab, wie die Planer erwartet hatten, weshalb Sakai förmlich um eine Erweiterung des ihm gesetzten Zeitlimits bat.
Mark Aitchison Young, der britische Gouverneur Hongkongs, kapitulierte und übergab nach achtzehntägigen Kämpfen alle britischen Truppen in Hongkong am 25. Dezember 1941. Sakais Frustration über den unerwartet starken britischen Widerstand könnte sich in der extremen Brutalität widerspiegeln, die die Operation und die anschließende Besetzung charakterisierte.
Bis zum 20. Februar 1942 fungierte Sakai als Gouverneur von Hongkong. 1943 wurde er nach Japan zurückberufen und zog sich aus dem aktiven Dienst zurück.
Nach Ende des Krieges wurde Sakai vor dem Militärtribunal für Verbrechen gegen die Menschlichkeit während seiner Zeit in Hongkong in Nanjing angeklagt und zum Tode verurteilt. Am 30. September 1946 wurde er erschossen.